# Países eslavos meridionais

Mapa da Europa com os países eslavos em verde.

Os Países Eslavos Meridionais são países eslavos cujos idiomas majoritários são línguas eslavas da sub-família meridional. Fazem parte deste grupo Croácia, Eslovênia, Sérvia, Bósnia e Herzegovina, Montenegro, Bulgária e Macedônia do Norte. O Cossovo, que é um país parcialmente reconhecido pela comunidade internacional, possui a língua sérvia como idioma oficial.